# Jeroen Janssen
Pour les articles homonymes, voir Janssen.
Jeroen Janssen, né le 18 octobre 1963 à Gand (province de Flandre-Orientale), est un auteur de bande dessinée belge néerlandophone.

## Biographie
Jeroen Janssen naît le 18 octobre 1963 à Gand.
Janssen étudie les arts graphiques à l'Institut Saint-Luc à Gand. Il enseigne ensuite à l'École d'art de Nyundo au Rwanda entre 1990 et 1994 où il dessine ses premières bandes dessinées. En 1997, il fait ses débuts avec Muzungu - Sluipend gif,. Cet ouvrage lui vaut de remporter un prix en 1998 au festival de la bande dessinée à Harlem,. Cela  accroit sa notoriété et conduit à davantage de publications de courts récits dans des magazines comme Beeldstorm, Incognito, Kerozene, Parcifal, Ink, Orsai, Stripburger, XXI et Zone 5300.
Le scénariste Pieter van Oudheusden était l'un des membres du jury de ce festival. Van Oudheusden et Janssen ont ensuite réalisé quelques autres one-shots. En juin 2010, il publie La Revanche de Bakamé sur un scénario de Pieter van Oudheusden dans la collection « Contre-pied » aux éditions La Boîte à bulles.
En 2013, il réalise un roman graphique sur le village de Doel, dont les habitants ont dû quitter la localité trop proche de la centrale nucléaire, à l'exception de quelques réfractaires. En 2018, il reprend ce thème et se focalise sur les derniers habitants de ce village fantôme. En septembre de la même année, il reçoit le même jour le prix Adhémar de bronze ainsi que le prix Atomium.
Pendant la période de confinement en 2020, Jeroen Janssen réalise des planches d’étudiants en résidence à l'Université de Lille. Le 22 octobre 2020, le Centre belge de la bande dessinée organise une nocturne musicale qui lui est consacrée, dans l'ambiance de ses deux derniers albums en date, Mijn kameraad Che Guevara [« Mon camarade Che Guevara »] — qui traite des recherches effectuées sur le jeune rebelle Inyenzi Mzee Jérôme Sebasoni, qui est devenu le guide de Che Guevara — avec la journaliste Hilde Baele et Posthumus — une fantaisie biographique sur les derniers jours du compositeur Franz Schubert.
En outre, il est un des artistes à contribuer à l'artbook Building Bridges in Europe [« Construire des ponts en Europe »] publié par the European Association of National Builders’ Merchants Associations and Manufacturers (UFEMAT) en 2012, où il réalise une planche sur le Taizhou Yangtze River Bridge (en). L'auteur prend part à l'album collectif La Boîte à bulles en images en 2013. En 2024, Jeroen Janssen et Arezoo Moradi participent à l'exposition internationale et au projet de roman graphique Imaginer l'inconcevable avec le récit Kitja publié aux éditions Scratch Books, racontant des histoires des camps de concentration nazis de Neuengamme en Allemagne, de la Caserne Dossin à Malines et du Camp Westerbork aux Pays-Bas. Cet ouvrage réunit 10 bédéistes dont Wide Vercnocke. Elle est publiée simultanément en quatre langues avec des traductions en allemand, anglais, néerlandais,.
Comme bédéiste et carnettiste, il publie ses reportages dessinés dans différents magazines: Médor, De Morgen, Knack, Wilfried et les sites d'information Apache et Mo*,,. De 2017 à 2020, il publie  sous la houlette d'Étienne Schréder dans les quatre premiers numéros de Kronikas publiés par la Maison Autrique,.  
Janssen n'est pas dessinateur à plein temps, il exerce la profession de bibliothécaire à Evergem depuis 2002. Avant cela, il a occupé divers autres emplois,.
Depuis qu'il vit à Gand, il joue dans l'orchestre De Ledebirds, un projet artistique social.

## Œuvres

### Publications

#### Romans graphiques
- La Revanche de Bakamé[6],[19], La Boîte à bulles, coll. « Contre-pied », Saint-Avertin, juin 2010
Scénario : Pieter van Oudheusden - Dessin et couleurs : Jeroen Janssen -  (ISBN 978-2-84953-096-2)
- Mon camarade Che Guevara, Éditions L’Œuf, Rennes, 17 novembre 2023
Scénario : Hilde Baele, Jeroen Janssen - Dessin et couleurs : Jeroen Janssen -  (ISBN 9782913308701)

#### Collectifs
- La Boîte à bulles en images[11], La Boîte à bulles, Saint-Avertin, 7 novembre 2013
Scénario : Vincent Henry - Dessin : collectif dont Jeroen Janssen - Couleurs : quadrichromie -  (ISBN 9782849531822)
- Imaginer l'inconcevable[20], Scratch books, 18 juillet 2024
Scénario : collectif dont Arezoo Moradi - Dessin : collectif dont Jeroen Janssen - Couleurs : quadrichromie -  (ISBN 9789493166882),Contribution : récit Kitja.

#### Kronikas
- 1. Alger / Brussels / La Habanae[21], Maison Autrique, Schaerbeek, 1 septembre 2017
Scénario : collectif - Dessin : collectif dont Jeroen Janssen - Couleurs : quadrichromie -  (ISBN 978-2-9601963-1-3)
- 2. L'Inventaire Imaginaire[22], Maison Autrique, Schaerbeek, 1 septembre 2018
Scénario et dessin : collectif dont Jeroen Janssen - Couleurs : quadrichromie -  (ISBN 978-2-9601963-2-0)
- 3. L'Inventaire Imaginaire[23], Maison Autrique, Schaerbeek, 1 septembre 2019
Scénario et dessin : collectif dont Jeroen Janssen - Couleurs : quadrichromie -  (ISBN 978-2-9601963-3-7)
- 4. L'Inventaire Imaginaire[24], Maison Autrique, Schaerbeek, 1 septembre 2020
Scénario et dessin : collectif dont Jeroen Janssen - Couleurs : quadrichromie -  (ISBN 978-2-9601963-4-4)

#### Revues et journaux
- Grand entretien avec Hernán Casciari Nous devons être un peu plus courageux par Nicolás Rodriguez Galvis, ill. Jeroen Janssen,  dans 24h01 no 3, automne-hiver 2014-2015, p. 8-15[25].
- Le Festival spécial, 13 pages dans Médor no 19, automne 2019.

#### Catalogues d'exposition
- Ceci n'est pas la BD Flamande[26] - La Flandre invitée d'honneur au Festival international de la bande dessinée d'Angoulême, Fonds flamand des lettres, Berchem, 2009
Scénario : Benoît Mouchart, Gert Meesters - Dessin : collectif - Couleurs : quadrichromie,Artistes : Serge Baeken, Randall Casaer, Constantijn Van Cauwenberge, Luc Cromheecke, Reinhart Croon, Steven Dhondt, Kim Duchateau, Brecht Evens, Stijn Gisquière, Inge Heremans, Jeroen Janssen, Philip Paquet, Gerolf Van de Perre, Pieter De Poortere, Olivier Schrauwen, Kristof Spaey, Simon Spruyt, Judith Vanistendael, Marnix Verduyn, Maarten Vande Wiele (OCLC 901248335).

#### Publications en néerlandais

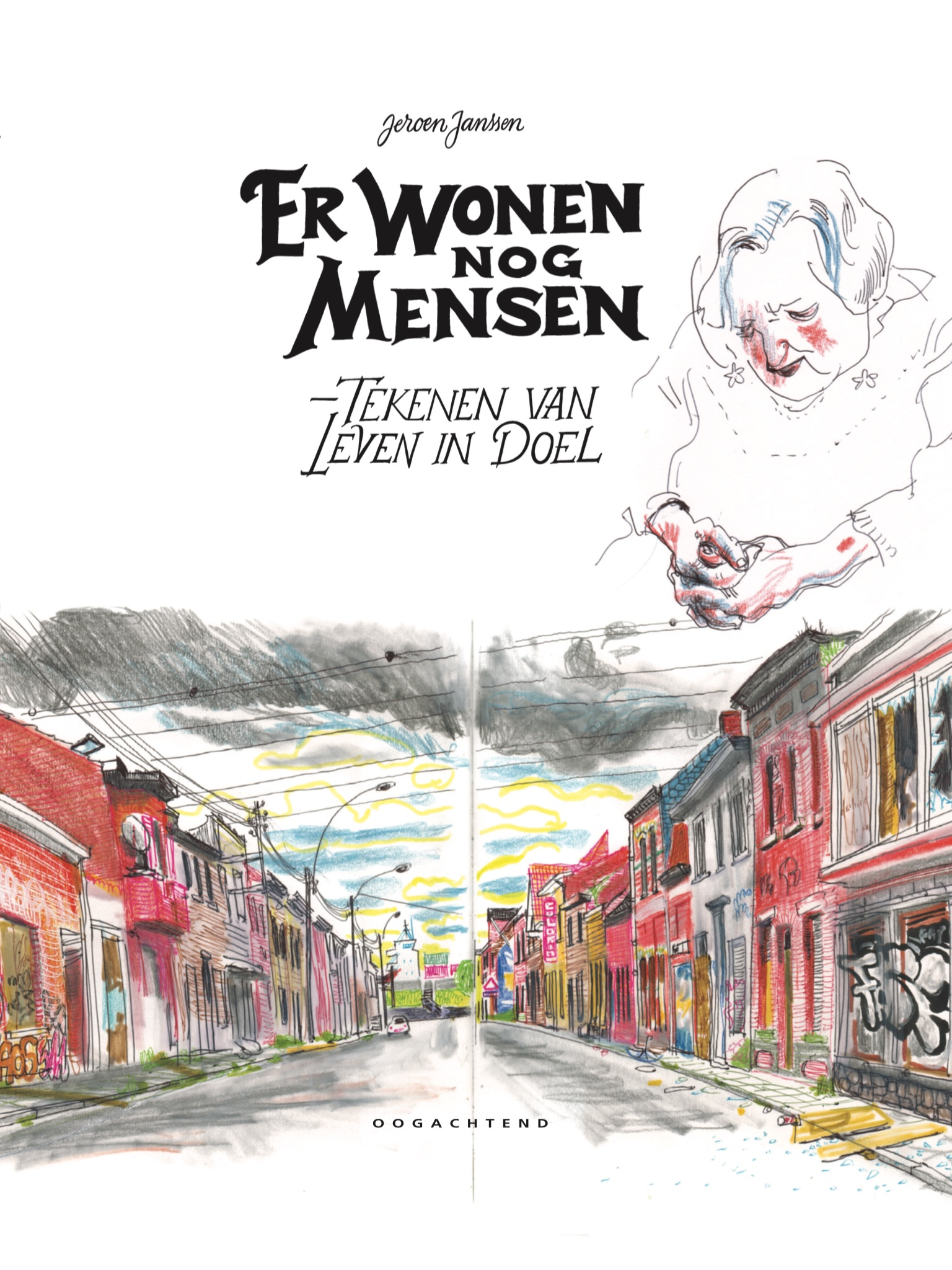
Couverture de la bande dessinée Des gens y vivent encore

- Muzungu - Sluipend gif [« Homme blanc, poison insidieux »], Wonderland Productions, 1997
- Een nachtegaal in de Stad [« Un rossignol dans la ville »] avec Pieter van Oudheusden, Wonderland Productions, 1999
- Klaarlichte nacht [« Nuit claire »] avec Pieter van Oudheusden, Wonderland Productions, 2001
- Bakame, Oogachtend, 2003
- De Kruisweg van Mpysi -  De grote toveraar 1 (Le Chemin de Croix à Mpysi - Le Grand Magicien 1) avec Pieter van Oudheusden, Oogachtend, 2007
- De Wraak van Bakame [« La Revanche de Bakame »] avec Pieter van Oudheusden, Oogachtend, 2010
- Doel, Oogachtend, 2013
- Guaranda, Oogachtend, 2015
- Abadaringi, Oogachtend, 2016
- Er wonen nog mensen - Tekenen van leven in Doel [« Des gens y vivent encore - Signes de vie à Doel »], Oogachtend, 2018
- Spreekwoorden uit Rwanda [« Proverbes du Rwanda »] - Imigani Migufi, Black Olive Press, 2020
- Jeroen Janssen (scénario de Pieter van Oudheusden), Posthumus : de laatste dagen van Franz Schubert [« Posthume : Les derniers jours de Franz Schubert »], Sherpa, 2020 (ISBN 978-9089882011).
- Mijn kameraad Che Guevara [« Mon camarade Che Guevara »] avec Hilde Baele, Oogachtend, 2020.
- Landloos als de wind [« Sans terre comme le vent »] avec Arezoo Moradi, Oogachtend, septembre 2023.

### Expositions

#### Expositions personnelles
- Jeroen Janssen - De zoon van Kuifje [« Jeroen Janssen - Le fils de Tintin »], De Warande, Turnhout du 24 novembre 2018 au 15 janvier 2019[27].
- Le Fils de Tintin, Musée BELvue, Bruxelles du 13 au 22 septembre 2019[28].

#### Expositions collectives
- Kunstig gestript, Dacca Loft, Tamise, du 4 au 26 septembre 2010[29].
- La nouvelle BD flamande, Centre belge de la bande dessinée, Bruxelles, du 19 septembre 2017 au 3 juin 2018[30].
- Het onvoorstelbare verbeeld[31], Musée Kazerne Dossin, Malines, du 27 septembre au 15 décembre 2024.

## Prix et récompenses
- 1998 :  prix du festival Stripdagen Haarlem pour Muzungu - Sluipend gif[4] ;
- 2013 :  prix international au festival de Clermont-Ferrand pour Doel[4] ;
- 2015 :  prix de l'Écriture au festival de Clermont-Ferrand pour Abadaringi[4] ;
- 2018 :
  -  prix Adhémar de bronze[7],[1] ;
  -  prix Atomium[7].

#### Livres
- Pascal Lefèvre et Patrick Van Gompel, La Nouvelle BD flamande, Berchem, Fonds flamand des lettres, 2003, 56 p., ill. ; 17 cm (OCLC 902348799, présentation en ligne).

#### Articles
- (nl) « Interview Jeroen Janssen door Mario Stabel » [PDF], sur stripspeciaalzaak.be, 2018 (consulté le 15 mai 2023).
- Hilde Baele et Jeroen Janssen (interviewés par Frédéric Hojlo), « Brève rencontre avec : Hilde Baele & Jeroen Janssen, auteurs de "Mijn Kameraad Che Guevara" chez Oogachtend », ActuaBD,‎ 19 août 2021 (lire en ligne, consulté le 15 mai 2023).